# Steve Blake
Steve Hanson Blake (ur. 26 lutego 1980 w Hollywood) – amerykański koszykarz występujący na pozycji rozgrywającego, po zakończeniu kariery zawodniczej trener koszykarski.
Blake na początku swojej amatorskiej kariery, był uczniem i zawodnikiem Miami Killian High School, a następnie przeniósł się do Miami High School, gdzie grał razem z innym przyszłym graczem NBA, Udonisem Haslem. Z Miami wygrał mistrzostwo stanu.
Po ukończeniu szkoły średniej studiował na University of Maryland, College Park. Powszechnie znany był ze zdolności mijania przeciwników. Blake pomógł Terrapins dojść do Final Four w 2001 i 2002. Podczas swojego ostatniego sezonu College'u, Blake miał średnio 11 punktów na mecz. W każdym z czterech lat spędzonych w College'u, zaliczał średnio 6 asyst na mecz, oprócz lat 2002 i 2003 kiedy to jego średnia asyst wynosiła, odpowiednio 7,9 asyst na mecz oraz 7,1.
Blake został wybrany przez Washington Wizards w drugiej rundzie z numerem 38, podczas Draftu w 2003. W swoim debiutanckim sezonie w Washington Wizards zaliczył 75 występów, podczas których jego średnia na mecz wynosiła 5,9 punktów, 2,8 asysty oraz 18,6 minut. W swoim drugim sezonie wystąpił tylko 44 spotkaniach w których średnia na mecz wynosiła 14,7 minut.
We wrześniu 2005, Blake podpisał kontrakt z Portland Trail Blazers. Do drużyny z Portland, przeniósł się razem z Juanem Dixonem. W swoim pierwszym sezonie, Blake odegrał znaczącą rolę w drużynie, pod nieobecność Sebastiana Telfaira. Podczas gry w Blazers, był ich głównym rzucającym oraz najlepszym pod względem asyst. W swoim debiutanckim sezonie w Portland Trail Blazers zaliczył 44 występy w meczach, a jego średni czas gry na boisku wynosił 14,7 minut. W sezonie 2006/2007, te statystyki były o wiele lepsze. Blake wystąpił w 66 spotkań w których średnio spędził 26,2 minut na boisku.
W lipcu 2007 razem z Brianem Skinnerem i Ha Seung-Jinem został sprzedany do Milwaukee Bucks, w zamian w drugą stronę powędrował Jamaal Magloire.
11 stycznia 2007 został oddany do Denver Nuggets w zamian za Earla Boykinsa i Juliusa Hodge'a. W pierwszym sezonie wystąpił w 40 spotkaniach.
1 lipca 2007 Blake stał się wolnym zawodnikiem. Chętnymi do przyjęcia zawodnika byli jego byli pracodawcy, Portland Trail Blazers. 13 lipca 2007 został ponownie zawodnikiem Blazers. W sezonie 2008/09, wystąpił w 38 spotkaniach i rzucał średnio 11,7 punktów na mecz.
22 lutego 2009 wyrównał nadal aktualny rekord NBA, zaliczając 14 asyst w trakcie jednej kwarty spotkania. Miało to miejsce podczas konfrontacji z Los Angeles Clippers.
16 lutego 2010 został oddany do Los Angeles Clippers razem z Travis Outlaw plus kwotą 1,5 mln $, za Marcusa Cambiego.
8 lipca 2010 podpisał 4-letni kontrakt z Los Angeles Lakers. W ciągu 4 lat gry w L.A. Lakers, Blake zarobi 16 mln $. 26 października 2010 zadebiutował w barwach Lakers w meczu przeciwko Houston Rockets.
19 lutego 2014 został wymieniony do Golden State Warriors w zamian za Kenta Bazemore'a i MarShona Brooksa.
10 lipca 2014, jako wolny agent, podpisał dwuletni kontrakt z Portland Trail Blazers. Pod koniec czerwca 2015 trafił w wyniku wymiany do zespołu Brooklyn Nets. 13 lipca 2015 został wymieniony do Detroit Pistons w zamian za Quincy Millera.
26 czerwca 2019 został asystentem trenera Phoenix Suns.

## Osiągnięcia
Na podstawie, o ile nie zaznaczono inaczej.
NCAA
- Mistrz:
  - NCAA (2002)
  - sezonu regularnego konferencji Atlantic Coast (ACC – 2002)
- Uczestnik rozgrywek:
  - NCAA Final Four (2001, 2002)
  - Sweet 16 turnieju NCAA (2001–2003)
  - turnieju NCAA (2000–2003)
- Zaliczony do:
  - I składu:
    - ACC (2003)
    - defensywnego ACC (2003)
    - najlepszych pierwszorocznych zawodników ACC (2000)

  - II składu turnieju ACC (2002)
  - III składu ACC (2002)
  - składu honorable mention ACC (2001)

Reprezentacja
- Mistrz Ameryki U–18 (1998)

## Statystyki w NBA
Na podstawie Basketball-Reference.com (ang.)

### Sezon regularny
| Sezon   | Drużyna       | M   | S5  | MPG  | FG%   | 3P%   | FT%   | RPG | APG | SPG | BPG | PPG  |
| ------- | ------------- | --- | --- | ---- | ----- | ----- | ----- | --- | --- | --- | --- | ---- |
| 2003/04 | Washington    | 75  | 14  | 18,6 | 38,6% | 37,1% | 82,1% | 1,6 | 2,8 | 0,8 | 0,1 | 5,9  |
| 2004/05 | Washington    | 44  | 1   | 14,7 | 32,8% | 38,7% | 80,5% | 1,6 | 1,6 | 0,3 | 0,0 | 4,3  |
| 2005/06 | Portland      | 68  | 57  | 26,2 | 43,8% | 41,3% | 79,1% | 2,1 | 4,5 | 0,6 | 0,1 | 8,2  |
| 2006/07 | Milwaukee     | 33  | 2   | 17,7 | 34,9% | 27,9% | 55,0% | 1,4 | 2,5 | 0,3 | 0,1 | 3,6  |
| 2006/07 | Denver        | 49  | 40  | 33,5 | 43,2% | 34,3% | 72,7% | 2,5 | 6,6 | 1,0 | 0,1 | 8,3  |
| 2007/08 | Portland      | 81  | 78  | 29,9 | 40,8% | 40,6% | 76,6% | 2,4 | 5,1 | 0,7 | 0,0 | 8,5  |
| 2008/09 | Portland      | 69  | 69  | 31,7 | 42,8% | 42,7% | 84,0% | 2,5 | 5,0 | 1,0 | 0,1 | 11,0 |
| 2009/10 | Portland      | 51  | 28  | 27,4 | 40,3% | 37,7% | 75,0% | 2,3 | 4,0 | 0,7 | 0,0 | 7,6  |
| 2009/10 | L.A. Clippers | 29  | 10  | 26,3 | 44,3% | 43,7% | 75,0% | 2,4 | 6,1 | 0,7 | 0,1 | 6,8  |
| 2010/11 | L.A. Lakers   | 79  | 0   | 20,0 | 35,9% | 37,8% | 86,7% | 2,0 | 2,2 | 0,5 | 0,0 | 4,0  |
| 2011/12 | L.A. Lakers   | 53  | 5   | 23,3 | 37,7% | 33,5% | 77,8% | 1,6 | 3,3 | 0,7 | 0,0 | 5,2  |
| 2012/13 | L.A. Lakers   | 45  | 13  | 26,1 | 42,2% | 42,1% | 77,1% | 2,9 | 3,8 | 0,8 | 0,1 | 7,3  |
| 2013/14 | L.A. Lakers   | 27  | 27  | 33,0 | 37,8% | 39,7% | 80,0% | 3,8 | 7,6 | 1,3 | 0,1 | 9,5  |
| 2013/14 | Golden State  | 28  | 1   | 21,7 | 37,5% | 34,2% | 62,5% | 2,0 | 3,6 | 0,7 | 0,2 | 4,4  |
| 2014/15 | Portland      | 81  | 0   | 18,9 | 37,3% | 35,2% | 70,7% | 1,7 | 3,6 | 0,5 | 0,1 | 4,3  |
| 2015/16 | Detroit       | 58  | 2   | 17,0 | 38,8% | 34,4% | 80,0% | 1,5 | 3,4 | 0,4 | 0,1 | 4,4  |
| Razem   |               | 870 | 347 | 23,9 | 40,1% | 38,3% | 77,9% | 2,1 | 4,0 | 0,7 | 0,1 | 6,5  |

### Play-offy
| Sezon | Drużyna      | M  | S5 | MPG  | FG%   | 3P%   | FT%    | RPG | APG | SPG | BPG | PPG  |
| ----- | ------------ | -- | -- | ---- | ----- | ----- | ------ | --- | --- | --- | --- | ---- |
| 2005  | Washington   | 4  | 0  | 4,3  | 25,0% | 0,0%  | –      | 0,8 | 0,5 | 0,0 | 0,0 | 0,5  |
| 2007  | Denver       | 5  | 5  | 36,0 | 45,2% | 50,0% | –      | 2,4 | 4,6 | 0,6 | 0,0 | 7,2  |
| 2009  | Portland     | 6  | 6  | 38,5 | 48,9% | 41,7% | 71,4%  | 4,0 | 6,2 | 0,8 | 0,0 | 9,8  |
| 2011  | L.A. Lakers  | 9  | 0  | 16,1 | 30,4% | 33,3% | –      | 1,6 | 2,2 | 0,6 | 0,0 | 2,2  |
| 2012  | L.A. Lakers  | 12 | 0  | 25,5 | 41,9% | 41,9% | 71,4%  | 2,8 | 2,3 | 0,7 | 0,2 | 6,3  |
| 2013  | L.A. Lakers  | 2  | 2  | 37,5 | 39,3% | 41,7% | 100,0% | 4,0 | 2,5 | 2,0 | 1,5 | 14,0 |
| 2014  | Golden State | 6  | 0  | 7,5  | 33,3% | 30,0% | 0,0%   | 0,7 | 0,3 | 0,0 | 0,0 | 1,8  |
| 2015  | Portland     | 5  | 0  | 8,6  | 18,2% | 12,5% | 100,0% | 0,2 | 1,6 | 0,0 | 0,2 | 1,4  |
| 2016  | Detroit      | 4  | 0  | 10,8 | 20,0% | 50,0% | 50,0%  | 1,0 | 2,5 | 0,0 | 0,0 | 1,0  |
| Razem |              | 53 | 13 | 20,5 | 39,8% | 38,8% | 70,0%  | 2,0 | 2,5 | 0,5 | 0,1 | 4,6  |